# Vindicta
Vindicta és una pel·lícula muda francesa dirigida per Louis Feuillade el 7 de desembre de 1923.

## Estructura
La pel·lícula es compon de 5 episodis :
1. La Terre qui Tremble
2. L'Intruse
3. L'Emmurée
4. Le Mariage de Blanche Césarin
5. Soir Nuptial

## Repartiment

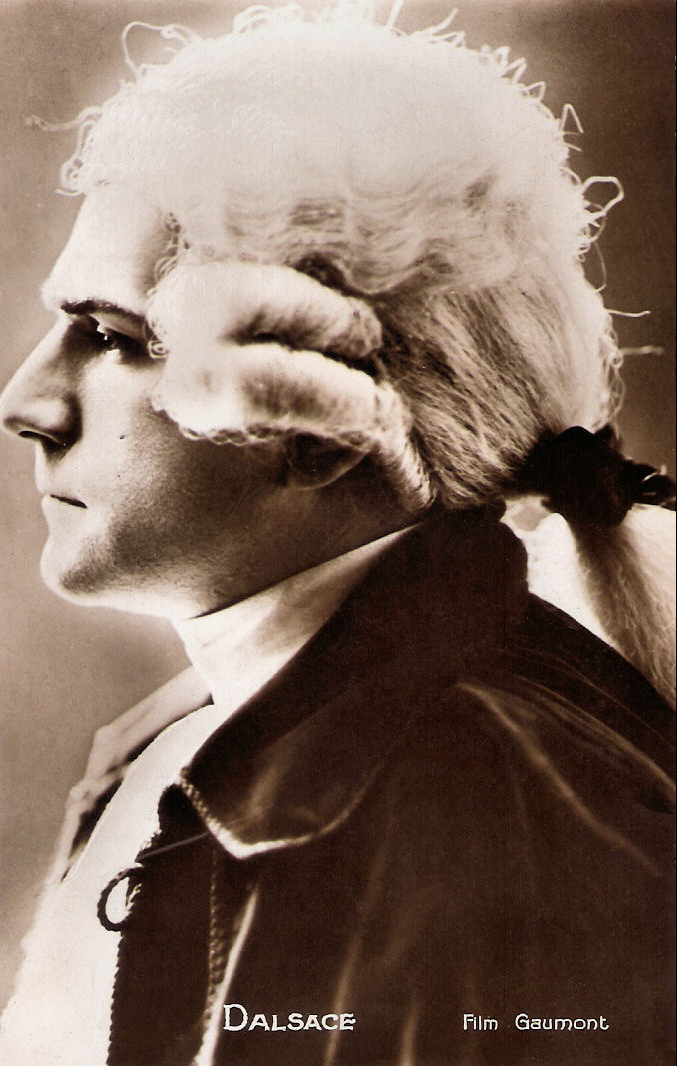
El marquès de Saint-Estelle (Lucien Dalsace).

- Ginette Maddie : Blanche Césarin, filla natural de Mlle de Saint-Estelle
- Georges Biscot : Césarin le rétameur
- Andrée Lionel : Mlle de Saint-Estelle
- Lucien Dalsace : le marquis de Saint-Estelle / Robert Estève
- Henri-Amédée Charpentier : Rabouin
- Fernand Herrmann : Bajart
- Lise Jaux : Toinon Césarin
- Henri Deneyrieux : Louiset Césarin
- Bernard Derigal : el doctor Langlois
- Michel Floresco : Moralès
- Georges Térof